# Bjällbrunna

Bjällbrunna är en gård som ligger strax öster om Norrköping. Redan år 1426 nämns ortnamnet första gången i skrift. Slutleden "-brunna" kommer ur fornsvenska bruni (brand,eld), som i det här fallet har betydelsen svedja eller svedjeland och tyder på att svedjebruk har förekommit i området. Förleden "Bjäll-" har samma ursprung som det nyisländska ordet bjalli och samma betydelse: förhöjning eller en liten höjd. Det har syftat på byns läge, på en grusås.
Under 1700-talet var gården en av de största i trakten. Till gården hörde också ett antal torp, utgårdar samt smedja och snickeri. Huvuddelen av gårdens nuvarande byggnation med corp de logi och flyglar är från 1700-talet. Stallbyggnaderna är från tidigt 1800-tal. Gården har varit i dagens ägarfamiljs ägo sedan början av 1600-talet. 
På Bjällbrunna har en omfattande hästavel bedrivits sedan 1800-talet. Martin Schenholm (1900-1977) är ansedd som en av landets främsta ardenneruppfödare med stora framgångar både i Sverige och utomlands. På 1950-talet ställdes aveln om till varmblodshästar (ridhästar) och stuteriet har här rankats som ett av de främsta i landet. Främst satte hingsten Cordon Bleu, född på stuteriet, stor prägel på det fortsatta avelsarbetet. Bjällbrunna Stuteri inköpte ett flertal ston från Tyskland med framstående blodslinjer som tillsammans med Cordon Bleu lade grunden till stuteriets framgångar. Bland annat har stuteriet producerat 13 avelshingstar och ett stort antal svårklasshästar i både hoppning och dressyr, såväl i Sverige som i andra delar av världen.
1970 startade Norrköpingortens Ryttarförening lektionsverksamhet i gårdens ridhus och stall. Denna drevs parallellt med stuteriet under några år innan NORF flyttade till Skälfs gård i södra utkanten av Norrköping. Under 1970-talet reds årligen Hubertusjakt på gårdens ägor.  
Än idag bedrivs hästverksamhet på Bjällbrunna. Familjen Schenholm är flitigt förekommande i tävlingssammanhang till och med landslagsnivå och innehar ett antal uppdrag inom ridsporten. Idag ägs gården av Ebba Schenholm som 12:e ägaren i samma släktled.

### Fotnoter
1. ↑  Nyberg, Petter. ”Rambodal 1:3 m fl”. http://www.ostergotlandslansmuseum.se/pdf/2007-040.pdf. Läst 7 april 2011.